# Mátyásdomb
Mátyásdomb là một thị trấn thuộc hạt Fejér, Hungary. Thị trấn này có diện tích 35,39 km², dân số năm 2010 là 739 người, mật độ 21 người/km².